# Блага клима
Блага клима је клима која је карактеристична за умерене ширине, тј. за рубне делове континената. Одлику је се умереним и влажним летима и прохладним и сувљим зимама. Благу климу има атлантско приобаље Француске и северне Шпаније.